# 쿠알라룸푸르
쿠알라룸푸르(영어: Kuala Lumpur), 공식적으로 쿠알라룸푸르 연방 직할구(말레이어: Wilayah Persekutuan Kuala Lumpur, 자위: ولايه ڤرسكوتوان کوالا لومڤور, 중국어: 吉隆坡聯邦直轄區, 타밀어: கோலா லம்பூர், 문화어: 꾸알라룸뿌르련방직할구)는 말레이시아의 수도였으며 말레이시아에서 가장 큰 도시로 면적은 243km2 (94 평방 마일)이며, 2016년 기준 인구는 약 173만 명이다. 인구와 경제 발전 모두에서 동남아시아에서 가장 빠르게 성장하는 대도시 지역 중 하나이다.
쿠알라룸푸르는 말레이시아에 있는 연방 직할구 가운데 하나다. 말레이 반도에 위치한 반도 말레이시아(서말레이시아) 중서부의 바다와 접해있는 슬랑오르주에 있다. 말레이시아의 정부의 중심지는 푸트라자야(Putrajaya)로 옮겨졌지만 말레이시아 국왕의 왕궁, 의회, 그리고 사법부의 일부는 여전히 쿠알라룸푸르에 있다.

## 어원
말레이어로 쿠알라룸푸르(Kuala Lumpur)는 “흙탕물(Lumpur)의 합류”를 뜻한다.

## 역사

### 독립 이전의 역사 (1857년-1957년)
쿠알라룸푸르는 1857년 곰박 강과 클랑강이 합류하는 지역에 세워진 도시이다. (말레이어로 쿠알라룸푸르(Kuala Lumpur)는 “흙탕물의 합류”를 뜻한다.) 정착지는 슬랑오르의 왕족인 라자 압둘라가 주석 채굴꾼들에게 클랑 밸리(Klang Valley)를 개방하면서 건설되기 시작했다. 87명의 중국인들이 클랑강을 거슬러 올라가 암팡 지역에서 주석 채굴을 시작했다. 그 가운데 69명이 토착 역병으로 인해 사망했지만, 주석 광산은 가파른 성장을 시작했다. 이는 자연스럽게 채굴꾼들을 상대로 주석과 생활에 필수적인 물품들을 거래하던 상인들을 끌어들였다. 이 상인들이 곰박 강과 클랑강이 합류하는 지역에 상점을 세우기 시작하면서 도시가 시작된 것이다.
마을이 커짐에 따라, 당시 말라야 지역을 통치하던 영국인들은 법과 질서 유지를 위해 지도자를 선임해야 할 필요성을 느껴 첫 카피탄 치나(Kapitan Cina, 영어:captain china, 중국인들의 지도자)로 휴 슈(Hiu Siew)를 임명했다. 세 번째 카피탄 치나였던 얍 아 로이(Yap Ah Loy) 때에 와서, 조용한 광산 마을이었던 쿠알라룸푸르는 슬랑오르 주에서 가장 앞선 선진 도시가 되었다. 초기에 쿠알라룸푸르는 슬랑오르 내전의 중심에 있었는데, 그 내전 가운데 하나는 슬랑오르 왕자들의 주석 광산 채굴 이권을 둘러싼 다툼이었고, 다른 하나는 카피탄 자리를 놓고 카피탄 얍과 그의 자리를 뺐으려 했던 총 총(Chong Chong)간의 반목에 따른 싸움이었다. 카피탄 얍과 그의 후원자였던 텅쿠 쿠딘(Tengku Kudin)이 승리하였고, 얍의 뛰어난 지도력 하에, 쿠알라룸푸르는 슬랑오르의 가장 큰 도시로 발전할 수 있었다. 그는 내전의 피해를 입은 쿠알라룸푸르를 재건하였고, 슬랑오르 다른 지역의 중국인 채굴꾼들을 다시 불러들였다. 그는 또한 지속적인 식량 공급을 위해 말레이인 농민들을 쿠알라룸푸르 근교에 정착하도록 유도했다.

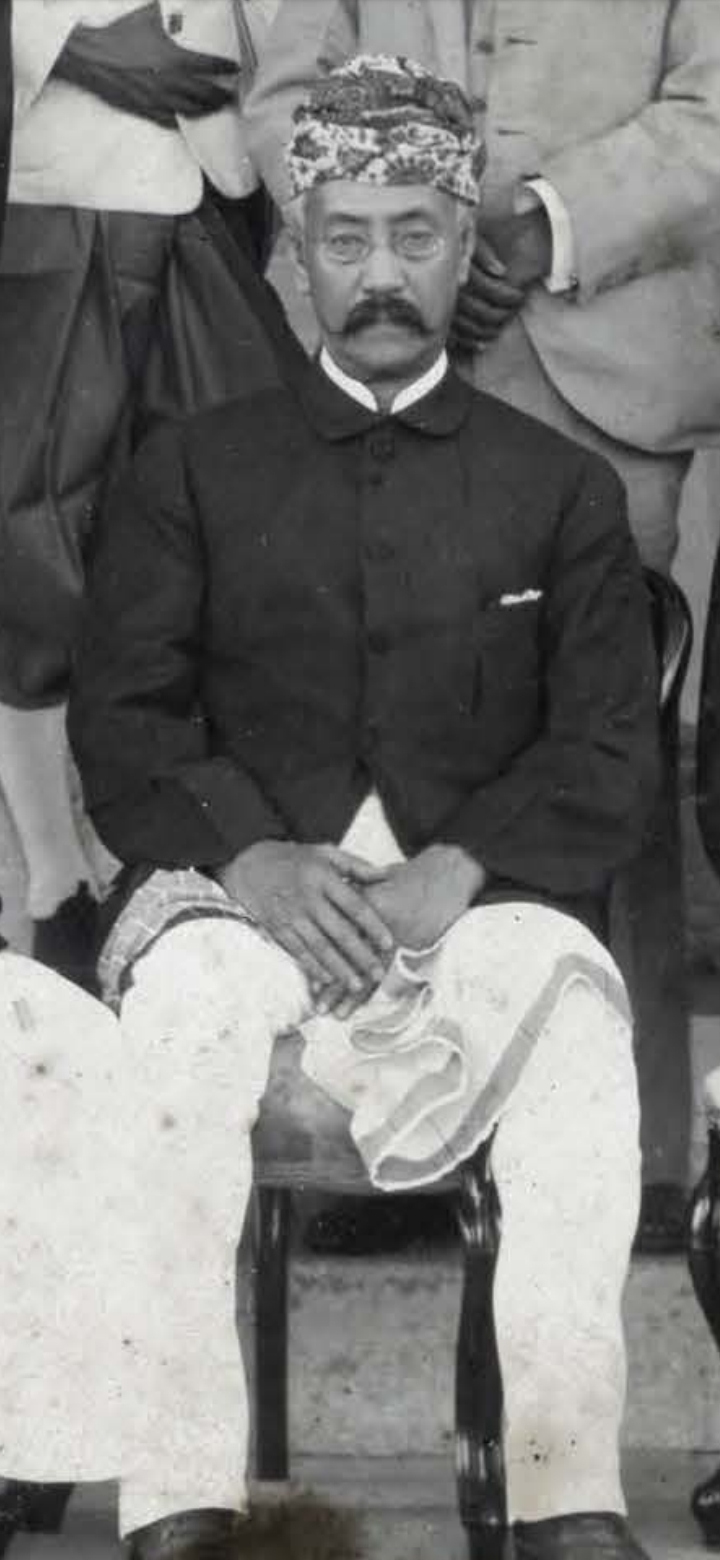
텅쿠 쿠딘

카피탄 얍의 성공으로, 쿠알라룸푸르는 1880년에 슬랑오르 주의 주도가 되었다. 그는 쿠알라룸푸르 최초의 학교를 건설하였으며, 무주택자를 위한 보호소를 건설하였다. 얍 자신도 하이 산 비밀결사의 회원이기도 했기 때문에, 도시에서는 갱단간의 싸움도 자주 일어났었다. 얍은 유곽, 카지노, 술집에 허가를 내 주었다. 얍의 사망 후 도시가 번영을 계속 할 수 있었던 것은 슬랑오르 주지사였던 프랭크 스웨트넘 경의 덕분이었다. 1896년, 스웨트넘의 감독 하에 말레이 연방주가 만들어지면서, 쿠알라룸푸르는 수도가 되었다.
제2차 세계 대전 당시 1942년 1월 11일에 일본군이 쿠알라룸푸르를 점령하여 44개월 동안 통치하였다.

### 독립 이후의 역사 (1957년-1990년)
1957년의 독립 후, 쿠알라룸푸르는 말라야 연방의 수도였고, 1963년 국명이 말레이시아로 바뀐 후에도 그 지위를 유지했다. 독립을 기념하기 위해 지어진 머르데카 경기장에서 말레이시아의 첫 국무총리인 툰쿠 압둘 라만이 수많은 군중 앞에서 말레이시아의 독립을 선언하였다. 다타란 머르데카(독립 광장)의 게양대에서는 유니언 잭이 내려지고 말레이시아의 국기가 게양되었다. 이곳은 영국령임을 상징하던 장소로, 식민 정부 관료들의 크리켓 경기장이었으며, 말레이시아의 가장 특별한 백인 전용 클럽이었던 로열 슬랑오르 클럽의 앞에 있던 곳이었다.
1972년 시(Bandaraya)로 승격되었으며 1974년 슬랑오르 주에서 분리되어 연방령 지역이 되었다.

### 현대 (1990년 이후)
쿠알라룸푸르는 연 10%대의 1990년대 아시아 경제 성장 붐을 타고 크게 성장했다. 활기 없던 식민지 도시였던 쿠알라룸푸르에는 고층 건물이 세워지기 시작했고, 동남아시아에서 가장 활기차고, 힘차고, 진보한 도시로 거듭났다. 그러나 도시의 사회 기반 시설은 이러한 발전을 뒷받침하지 못했다. 1990년대에 경전철, 2개의 고가 고속도로를 포함한 도시 전역의 6차선 고속 도로 등을 건설하였음에도 교통 체증이 계속되고 있다. 버스 서비스는 악명이 높으며, 상수도 수질 역시 문제가 있었다. 발전 계획 없이 커진 도심의 대부분의 도로는 비좁고, 복잡하며, 정체가 매우 심하다. 도심 지역의 건축은 유럽식과 중국식이 혼합된 특이한 식민지 양식으로 되어 있다.
다타란 머르데카에 이르는 도로는 쿠알라룸푸르에서 가장 유명한 길이다. 술탄 압둘 사맛 건물과 무어 양식의 구리 돔이 여기에 세워져 있으며, 다타란 머르데카 내에는 세계에서 가장 높은 국기 게양대 중의 하나가 세워져 있다. 2004년까지 연방 대법원이 술탄 압둘 사맛 건물에 있었으나, 이후 푸트라자야로 옮겨졌다. 이곳은 또한 말레이시아 전역에 텔레비전으로 방송되는 하리 머르데카(독립기념일) 퍼레이드의 중심지였다. 그러나 2003년부터는 이 퍼레이드 역시 새로운 행정 중심지인 푸트라자야로 옮겨 행해지고 있다.
도시의 다른 지역은 일반적인 도시 발전 과정을 따르며 발전하였다. 수많은 고층 건물이 세워지고 있는 데에 따라, 건축가들은 전통 양식과의 조화를 위해 노력하고 있다.

## 대중 매체
쿠알라룸푸르에서 발행되는 일간 신문에는 “우투산 말레이시아”, “버리타 하리안”, “하리안 메트로”, “더 스타”, 뉴 스트레이트 타임즈, 더 선, 말레이 메일 등이 있다.
말레이시아의 유명한 유료 텔레비전 채널인 애스트로는 쿠알라룸푸르에서 송출된다. 기타 지역 공중파 텔레비전 방송은 말레이어, 영어, 북경어, 타밀어 등으로 송출되고 있다.
도하에 본사를 둔 알 자지라 방송은 알-자지라 인터내셔널이라는 영어 채널을 새로 시작함으로써 시청자 수를 늘리기 위한 계획의 일환으로 국제 송출 센터 가운데 한 곳을 페트로나스 트윈 타워에 설립할 예정이다.
홍콩 기반의 피닉스 TV 역시 쿠알라룸푸르에 대표 사무소를 설립해 시청자수를 늘릴 계획을 공개했다.

## 교통

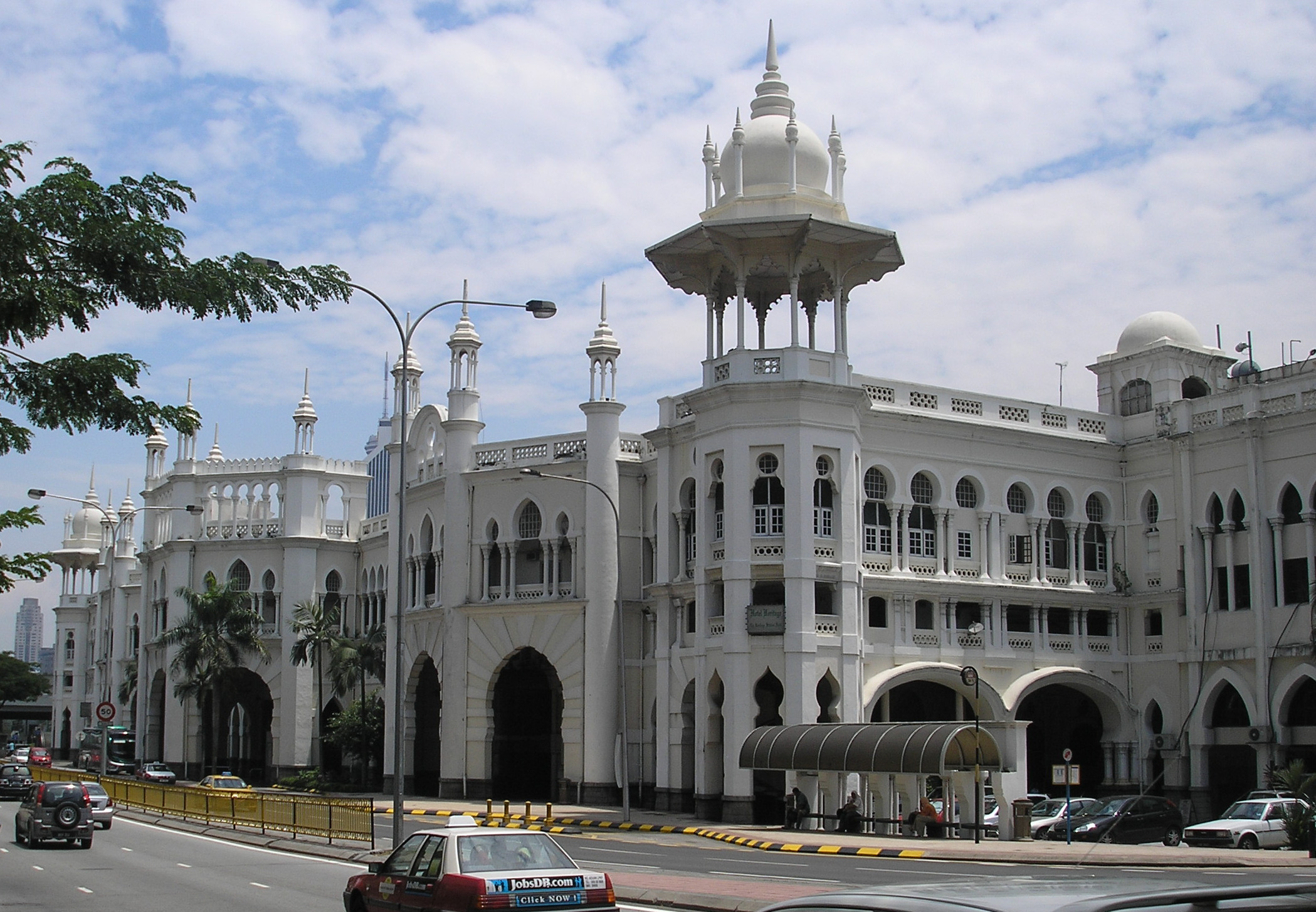
1910년에 건설된 KL철도역

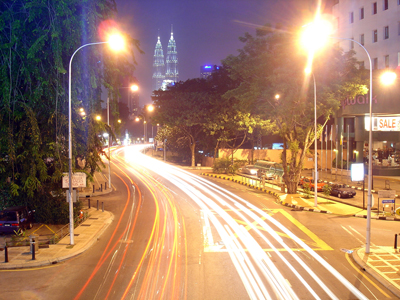
Jalan Ampang에서 쌍둥이 빌딩(Petronas Towers)로

쿠알라룸푸르는 스팡에 있는 쿠알라룸푸르 국제공항(KLIA, Kuala Lumpur International Airport)과 KLIA Ekspres 고속 철도를 통해 직접 연결된다. 예전에 주 공항으로 사용되던 수방 술탄 압둘 아지즈 샤 공항(Sultan Abdul Aziz Shah Airport)은 현재는 전세기편을 위해 쓰이고 있다. 뒤처진 투자와 유지보수, 그리고 교통 정체 등으로 인해, 쿠알라룸푸르에서는 버스를 이용하는 것은 어렵다. 도시 외곽에서 도심으로 연결하는 버스 노선을 몇몇 회사에서 운영하고 있다.
미터기를 사용하는 택시는 쿠알라룸푸르 전역에서 운행하고 있다. 택시 요금은 3링깃(한화 약 1200원)에서 시작하며 일정한 시간이 되면 25센이 붙는다(2015년 3월 이전에는 10센씩 붙었다). 그러나 다른 아시아 국가들과 달리 쿠알라룸푸르에서는 자가용이 주 통근 수단이므로 러시아워에는 교통 정체가 심하기 때문에 택시를 이용하기 어려울 수도 있다. 대중교통 홍보에도 불구하고 대중교통 이용율은 16%에 불과하다.

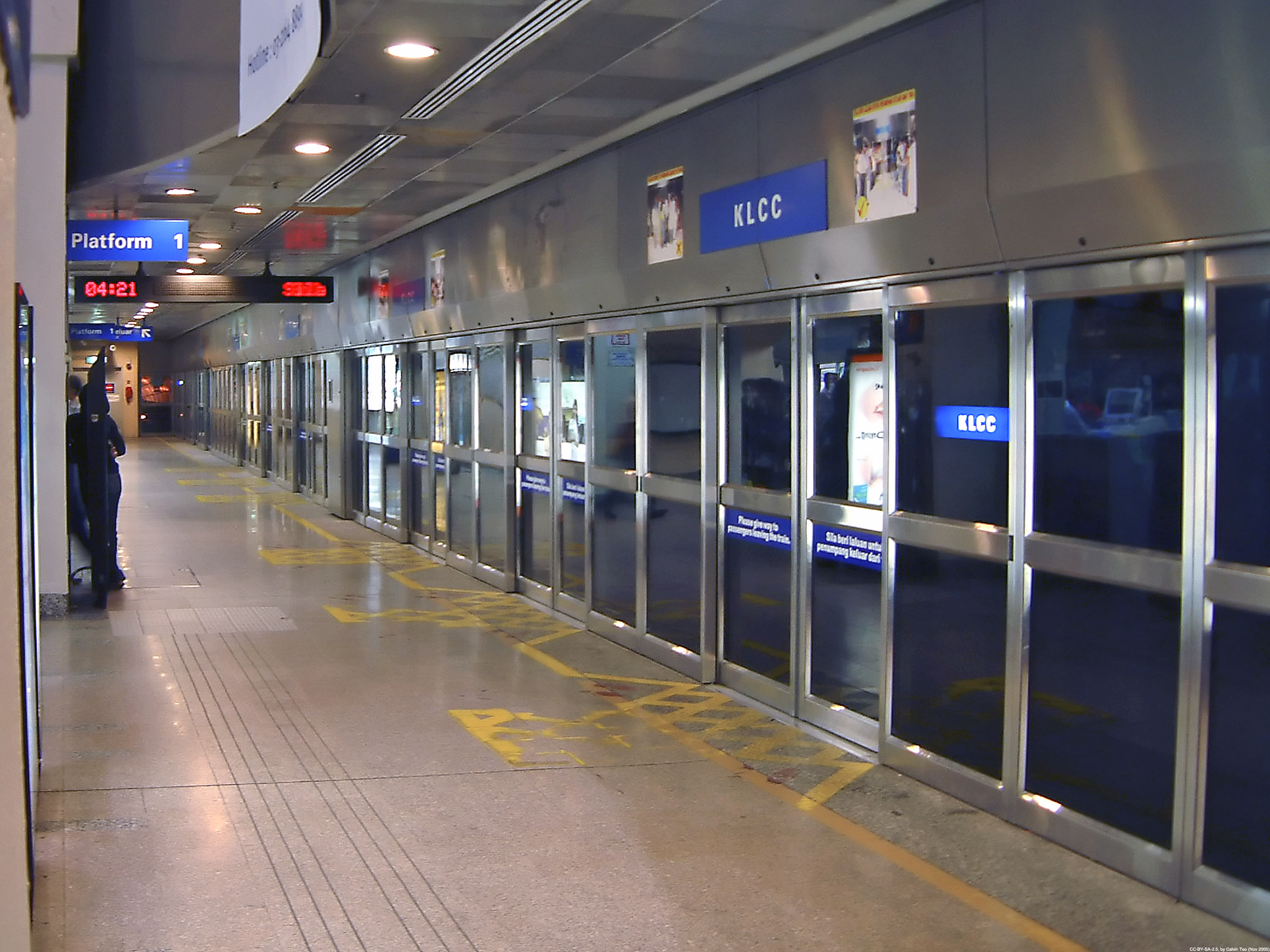
경전철 KLCC역의 모습(Kelana Jaya Line, Putra LRT)

쿠알라룸푸르의 택시는 좋은 가격에 원하는 곳에 도착할 수 있는 가장 좋은 방법이다. 흰색과 빨간색 2종류가 있다. 천연가스로 운행된다. 외국인에게는 높은 요금을 받는 것으로 알려져 있다. 기본요금은 RM3 (3링깃)으로 2km까지 달리며 이후에는 RM0.25/km으로 올라간다. 밝은 파랑(Bright blue executive taxis)색은 RM4가 기본요금(flagfall)이며 올라가는 요금도 조금 더 비싸다. 콜 비(radio call) RM2, 짐(baggage) 하나 당 RM1 등이 붙기도 한다.

### 철도

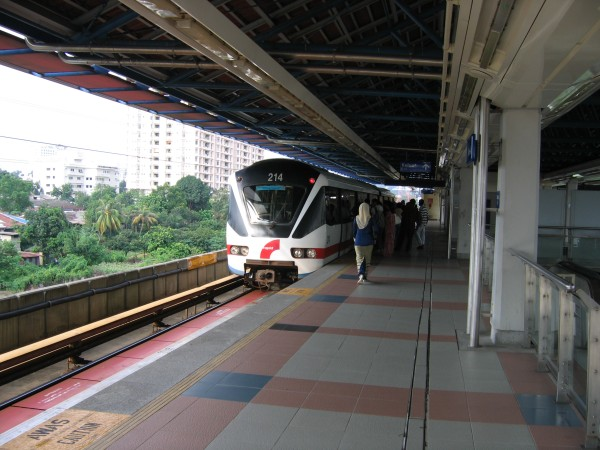
경전철 "아시아 자야"역

쿠알라룸푸르의 철도 기반 교통으로는 세 개의 경전철 (LRT) 노선, 한 개의 모노레일 노선, 두 개의 노선으로 이루어진 통근열차 체계, 두 개의 공항 연결 고속철도 노선이 있다.
- 경전철 노선: 암팡 선, 클라나 선, 스리 프탈링 선
- 통근열차(KTM-Komuter) 노선: 센툴-클랑항선, 라왕-스름반선
- 모노레일 노선: 쿠알라룸푸르 모노레일
- 공항 연결 고속철도 노선: KLIA Ekspres선, KLIA Transit선

운영하는 회사가 서로 달라 노선 간 환승 때에도, 새로 승차권을 구입해야 하므로 불편하다. 경전철, 모노레일과 통근열차에서는 Touch 'n Go라 불리는 교통카드를 사용할 수 있다.

### 교통 중심지
쿠알라룸푸르의 주요 교통 중심지에는 다음과 같은 곳들이 있다.
- 푸두라야 - 도심에 있는 시외버스 터미널
- 푸트라 버스 터미널 - 동해안 방향의 버스 노선을 운영하는 터미널
- 파사르 라캿 - 신설 버스 터미널
- 두타 버스 터미널 - 쿠알라룸푸르 국제 공항과 연결되는 버스 노선을 운영하는 터미널
- KL 센트럴 역 - 말레이시아 철도, KLIA Ekspres, KLIA Transit 등이 연결되는 중심 역.

이 중에서 푸두라야, 부트라 버스 터미널, KL Sentral 역은 철도 기반 교통 수단으로 접근할 수 있다.

## 기후
| 쿠알라룸푸르 (술탄 압둘 아지즈 샤 공항)의 기후                                            | 쿠알라룸푸르 (술탄 압둘 아지즈 샤 공항)의 기후 | 쿠알라룸푸르 (술탄 압둘 아지즈 샤 공항)의 기후 | 쿠알라룸푸르 (술탄 압둘 아지즈 샤 공항)의 기후 | 쿠알라룸푸르 (술탄 압둘 아지즈 샤 공항)의 기후 | 쿠알라룸푸르 (술탄 압둘 아지즈 샤 공항)의 기후 | 쿠알라룸푸르 (술탄 압둘 아지즈 샤 공항)의 기후 | 쿠알라룸푸르 (술탄 압둘 아지즈 샤 공항)의 기후 | 쿠알라룸푸르 (술탄 압둘 아지즈 샤 공항)의 기후 | 쿠알라룸푸르 (술탄 압둘 아지즈 샤 공항)의 기후 | 쿠알라룸푸르 (술탄 압둘 아지즈 샤 공항)의 기후 | 쿠알라룸푸르 (술탄 압둘 아지즈 샤 공항)의 기후 | 쿠알라룸푸르 (술탄 압둘 아지즈 샤 공항)의 기후 | 쿠알라룸푸르 (술탄 압둘 아지즈 샤 공항)의 기후 |
| 월                                                                                        | 1월                                            | 2월                                            | 3월                                            | 4월                                            | 5월                                            | 6월                                            | 7월                                            | 8월                                            | 9월                                            | 10월                                           | 11월                                           | 12월                                           | 연간                                           |
| ----------------------------------------------------------------------------------------- | ---------------------------------------------- | ---------------------------------------------- | ---------------------------------------------- | ---------------------------------------------- | ---------------------------------------------- | ---------------------------------------------- | ---------------------------------------------- | ---------------------------------------------- | ---------------------------------------------- | ---------------------------------------------- | ---------------------------------------------- | ---------------------------------------------- | ---------------------------------------------- |
| 역대 최고 기온 °C (°F)                                                                    | 38.0 (100.4)                                   | 36.7 (98.1)                                    | 37.9 (100.2)                                   | 37.2 (99.0)                                    | 38.5 (101.3)                                   | 36.6 (97.9)                                    | 36.3 (97.3)                                    | 38.0 (100.4)                                   | 35.9 (96.6)                                    | 37.0 (98.6)                                    | 36.0 (96.8)                                    | 35.5 (95.9)                                    | 38.5 (101.3)                                   |
| 일평균 최고 기온 °C (°F)                                                                  | 32.6 (90.7)                                    | 33.3 (91.9)                                    | 33.7 (92.7)                                    | 33.7 (92.7)                                    | 33.6 (92.5)                                    | 33.3 (91.9)                                    | 32.8 (91.0)                                    | 32.8 (91.0)                                    | 32.7 (90.9)                                    | 32.6 (90.7)                                    | 32.3 (90.1)                                    | 32.0 (89.6)                                    | 32.9 (91.2)                                    |
| 일일 평균 기온 °C (°F)                                                                    | 27.3 (81.1)                                    | 27.8 (82.0)                                    | 28.1 (82.6)                                    | 28.1 (82.6)                                    | 28.5 (83.3)                                    | 28.4 (83.1)                                    | 28.0 (82.4)                                    | 28.0 (82.4)                                    | 27.7 (81.9)                                    | 27.5 (81.5)                                    | 27.1 (80.8)                                    | 27.1 (80.8)                                    | 27.8 (82.0)                                    |
| 일평균 최저 기온 °C (°F)                                                                  | 23.8 (74.8)                                    | 24.0 (75.2)                                    | 24.5 (76.1)                                    | 24.7 (76.5)                                    | 25.0 (77.0)                                    | 24.8 (76.6)                                    | 24.4 (75.9)                                    | 24.5 (76.1)                                    | 24.2 (75.6)                                    | 24.2 (75.6)                                    | 24.1 (75.4)                                    | 24.0 (75.2)                                    | 24.4 (75.9)                                    |
| 역대 최저 기온 °C (°F)                                                                    | 17.8 (64.0)                                    | 18.0 (64.4)                                    | 18.9 (66.0)                                    | 20.6 (69.1)                                    | 20.5 (68.9)                                    | 19.1 (66.4)                                    | 20.1 (68.2)                                    | 20.0 (68.0)                                    | 21.0 (69.8)                                    | 20.0 (68.0)                                    | 20.7 (69.3)                                    | 19.0 (66.2)                                    | 17.8 (64.0)                                    |
| 평균 강수량 mm (인치)                                                                     | 226.7 (8.93)                                   | 192.8 (7.59)                                   | 270.4 (10.65)                                  | 301.5 (11.87)                                  | 229.9 (9.05)                                   | 145.8 (5.74)                                   | 165.2 (6.50)                                   | 174.3 (6.86)                                   | 220.3 (8.67)                                   | 283.8 (11.17)                                  | 355.8 (14.01)                                  | 280.6 (11.05)                                  | 2,847.1 (112.09)                               |
| 평균 강수일수 (≥ 1.0 mm)                                                                  | 13.6                                           | 11.9                                           | 15.0                                           | 16.8                                           | 13.2                                           | 9.6                                            | 10.6                                           | 10.9                                           | 13.3                                           | 16.3                                           | 19.7                                           | 16.3                                           | 167.2                                          |
| 평균 상대 습도 (%)                                                                        | 80                                             | 80                                             | 80                                             | 82                                             | 81                                             | 80                                             | 79                                             | 79                                             | 81                                             | 82                                             | 84                                             | 83                                             | 81                                             |
| 평균 월간 일조시간                                                                        | 185.0                                          | 192.4                                          | 207.9                                          | 198.8                                          | 206.8                                          | 194.4                                          | 200.2                                          | 189.0                                          | 163.8                                          | 169.1                                          | 152.3                                          | 162.6                                          | 2,222.3                                        |
| 출처 1: 세계기상기구 (평년값: 1991년~2020년)                                              |                                                |                                                |                                                |                                                |                                                |                                                |                                                |                                                |                                                |                                                |                                                |                                                |                                                |
| 출처 2: Pogodaiklimat.ru (극값: 1963년~2020년), 미국 해양대기청 (일조시간: 1961년~1990년) |                                                |                                                |                                                |                                                |                                                |                                                |                                                |                                                |                                                |                                                |                                                |                                                |                                                |

## 인구
| 연도 | 인구 | ±%      |
| --- | --- | ------- |
| 1890 | 20,000 | —       |
| 1900 | 30,000 | +50.0%  |
| 1931 | 111,418 | +271.4% |
| 1957 | 316,537 | +184.1% |
| 1970 | 451,201 | +42.5%  |
| 1974 | 612,004 | +35.6%  |
| 1980 | 919,610 | +50.3%  |
| 1991 | 1,145,342 | +24.5%  |
| 2000 | 1,305,792 | +14.0%  |
| 2010 | 1,588,750 | +21.7%  |
| 2020 | 1,982,112 | +24.8%  |
| 이 그래프는 더 이상 지원되지 않는 레거시 그래프 확장 기능 을 사용하고 있습니다. 새로운 차트 확장 기능 으로 변환해야 합니다. | |         |
| Kuala Lumpur expanded as a Federal Territory in 1974 출처:                                                                  | |         |
| | 이 그래프는 더 이상 지원되지 않는 레거시 그래프 확장 기능을 사용하고 있습니다. 새로운 차트 확장 기능으로 변환해야 합니다. |         |

## 유명 관광지

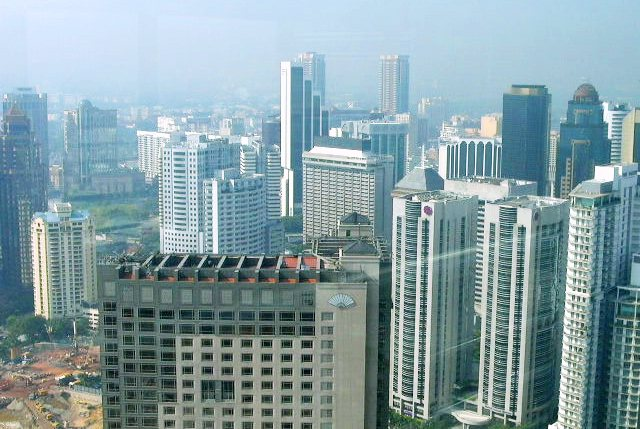
페트로나스 트윈 타워의 구름다리에서 바라본 도시의 모습

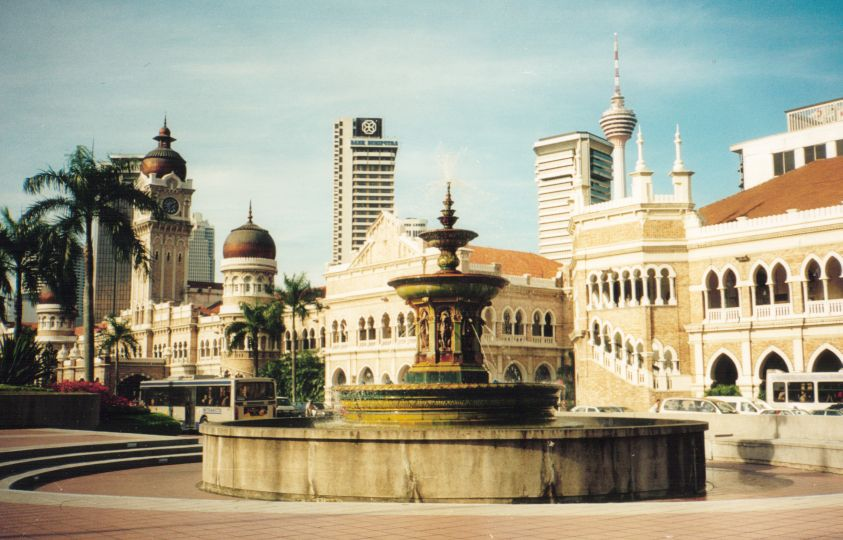
다타란 머르데카(머르데카 광장)

### 쿠알라룸푸르 시내
- 골든 트라이앵글은 도시의 금융 중심지이다.
- 페트로나스 트윈 타워(Petronas Twin Towers)는 세계에서 가장 높은 쌍둥이 건물이자 여덟 번째로 높은 타워이다. 1998년부터 2004년까지 세계에서 가장 높은 타워였다.

말레이시아에서 가장 붐비는 쇼핑몰인 수리아 KLCC(Suria KLCC)의 옆에 위치하고 있다.
- 부킷 나나스(Bukit Nanas)에 위치한 므나라 쿠알라룸푸르(Menara Kuala Lumpur)는 다섯 번째로 높은 통신 타워이다.
- 레이크 가든(호수 정원)은 국회의사당 근처에 위치한 92만 평방 미터 넓이의 정원으로 한 때 영국 식민 정부가 위치한 곳이었다. 나비 공원, 사슴 공원, 난초 공원, 히비스커스 공원과 동남아시아에서 가장 큰 새(조류) 공원이 있는 곳이다.
- 운동장인 머르데카 경기장(Stadium Merdeka)(독립 경기장)은 1957년 8월 31일의 독립을 기념하여 건설되었다.
- 쿠알라룸푸르 역은 빅토리아-무어 양식의 기차 역으로, 1911년에 완공되었다. 2001년에 중심 역의 지위를 쿠알라룸푸르 중앙역으로 넘겨주었고, 현재는 통근열차만이 운행되고 있다.
- 무지움 느가라(Muzium Negara, 국립 박물관)은 신전통주의의 양식으로 지어진 건물이 특징이다.
- 마스짓 느가라(Masjid Negara, 국립 모스크)는 포스트모던 형식의 모스크로, 1965년에 완공되었다.
- 투구 느가라(Tugu Negara, 국가 기념비)는 (특히 일본 제국 치하와 1946년부터 1960년 사이의 말레야 비상 시국 당시) 말레이시아의 자유를 위해 희생한 호국 영령을 위해 건설되었다.
- 이스타나 느가라(Istata Negara, 왕궁)는 국왕과 왕비의 공식 왕궁이다.
- 프탈링 거리의 중화 야시장 지역(차이나타운)은 최근에 보도를 다시 포장하는 등, 새 단장을 했다.
- 저렴한 노점상 음식들을 잘란 알로르(알로르 거리)에서 맛볼 수 있다.
- 다타란 머르데카(Dataran Merdeka, 독립 광장)는 하리 메르데카(말레이시아 독립 기념일)인 1957년 8월 31일에 영국 국기인 유니언 잭을 내리고 말레이시아의 국기를 게양한 곳이다.
- 버르자야 타임스 스퀘어(Berjaya Times Square)는 쿠알라룸푸르 최대의 쇼핑몰이다.

### 쿠알라룸푸르 주변
- 바투 케이브(Batu Caves)는 쿠알라품푸르에서 북쪽으로 (도심에서) 약 한 시간 정도 걸리는 13km 거리에 위치한 종유굴로, 힌두교 사원이 있는 곳이다. 동굴은 가파른 절벽 위에 자리잡고 있다. 매년 축제 때 힌두교인들은 날카로운 막대를 몸에 꿰고 신상(神像)들을 동굴까지 지니고 올라간다. 바투 케이브의 반대쪽에는 암벽 등반을 할 수 있는 곳도 있다.
- 쿠알라룸푸르에서 40km 거리에 위차한 샤알람은 마스짓(모스크)으로 유명하며, 샤알람에서 10km 떨어진 클랑은 해물 음식으로 유명하다.
- 겐팅 하일랜드(Genting Highlands)는 쿠알라룸푸르 근교에 위치한 고산 위락 시설로, 카지노와 테마 파크로 유명하다. 맑은 날 납이나 대부분의 밤에는 쿠알라룸푸르 시내에서도 겐팅 하일랜드를 볼 수 있다.
- 푸트라자야(Putrajaya)는 신행정구역이다. 워싱턴 시처럼 중앙로를 사이에 두고 정부 청사들이 줄지어있다. 중앙로의 끝에는 국무총리의 공관이 있으며, 다른쪽 끝에는 국가 중앙 회의소가 위치한다.
- 부킷팅기 (Bukit Tinggi)는 쿠알라룸푸르 근교에 위치한 테마파크로, 프랑스마을을 재현해 놓은 콜마트로피칼과 일본식 정원을 재현해 놓은 재패니즈 가든(Japanese Garden)이 있다.

## 자매 결연 도시
- 인도 뉴델리 (1972)
- 중화민국 타이중시 (1995)
- 중화인민공화국 옌지 시 (1997)
- 러시아 상트페테르부르크 (2000)
- 캐나다 오타와 (2002)
- 미국 워싱턴 D.C. (2005)
- 인도네시아 자카르타 (2009.03.11)
- 대한민국 전주시 덕진구 (2014.03.15)

## 같이 보기
- 사이버자야
- 푸트라자야
- 슬랑오르주